# Austin 16 hp
L'Austin Seize est une voiture à moteur 2,2 litres qui fut construite par Austin à partir de 1945 jusqu'en 1949. C'était la première « nouvelle » voiture à être produite par Austin après la fin de la Seconde Guerre mondiale. Mis à part le nom, elle ne partageait rien avec l'Austin 16 d'avant-guerre.
Alors qu'elle était équipée d'un tout nouveau moteur 4-cylindres 2 199 cm3 à soupapes en tête — le premier à être utilisé dans une voiture Austin, elle employait le châssis et la carrosserie de l'Austin 12 d'avant-guerre, dont la production fut reprise en parallèle aux autres berlines 8 hp et 10 hp. Le nombre Seize n'était pas une indication de la puissance de sortie réelle du moteur, mais plutôt le résultat d'un calcul utilisé pour déterminer les droits d'accises (taxe de circulation) à payer pour le véhicule. Le moteur produit en effet 67 ch (50 kW) à3800 tr/min. La voiture partage un certain nombre de caractéristiques avec le célèbre Taxi Londonien, dont le système de levage hydraulique intégré, actionné par une pompe située sous le capot.
Les Seize avaient de bonnes performances pour l'époque, avec une vitesse maximum de 121 km/h. Dans le froid glacial de l'hiver 1947, Alan Hess et une équipe de conducteurs emmena trois voitures Austin Seize visiter les sept Capitales d'Europe du Nord en sept jours, en campagne publicitaire exécutée au nom de l'Austin Motor Company. Malgré les extraordinaires difficultés causées par de fortes chutes de neige, les véhicules terminèrent l'aventure avec succès, et l'histoire est contée dans le livre d'Alan Hess, Gullible's Travels.
La direction était actionnée par un système à came et levier à double rapport pour faciliter le stationnement. La suspension tout elliptique (par au-dessus à l'avant et par en-dessous à l'arrière) avec des essieux rigides contrôlés par des amortisseurs hydrauliques Luvax-Girling doubles, une barre de torsion transversale reliant les deux paires. Des freins Girling mécaniques actionnaient par un système de cale et de rouleaux des tambours de 11 pouces à semelles doubles à l'avant.

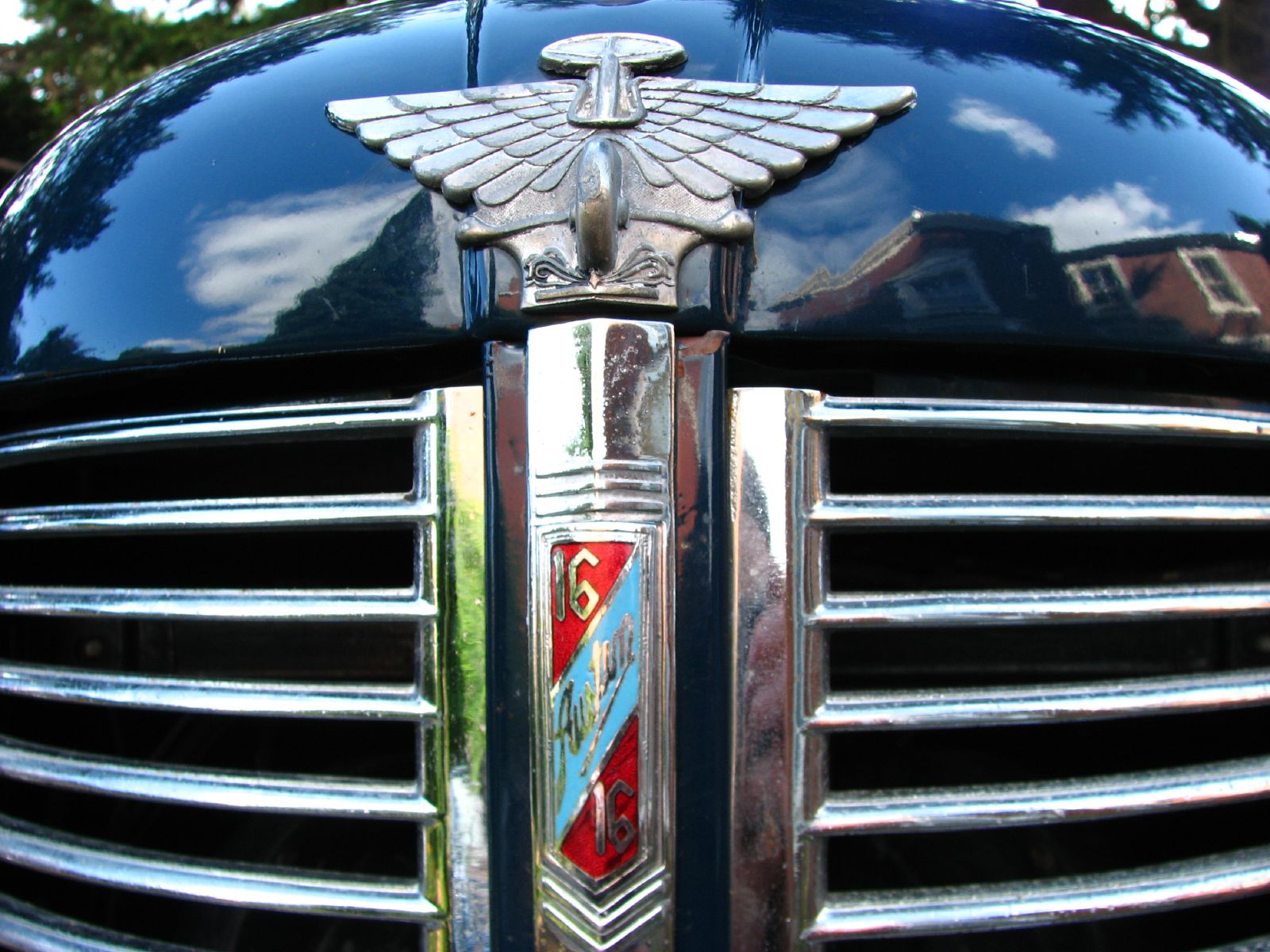
Emblème de l'Austin 16
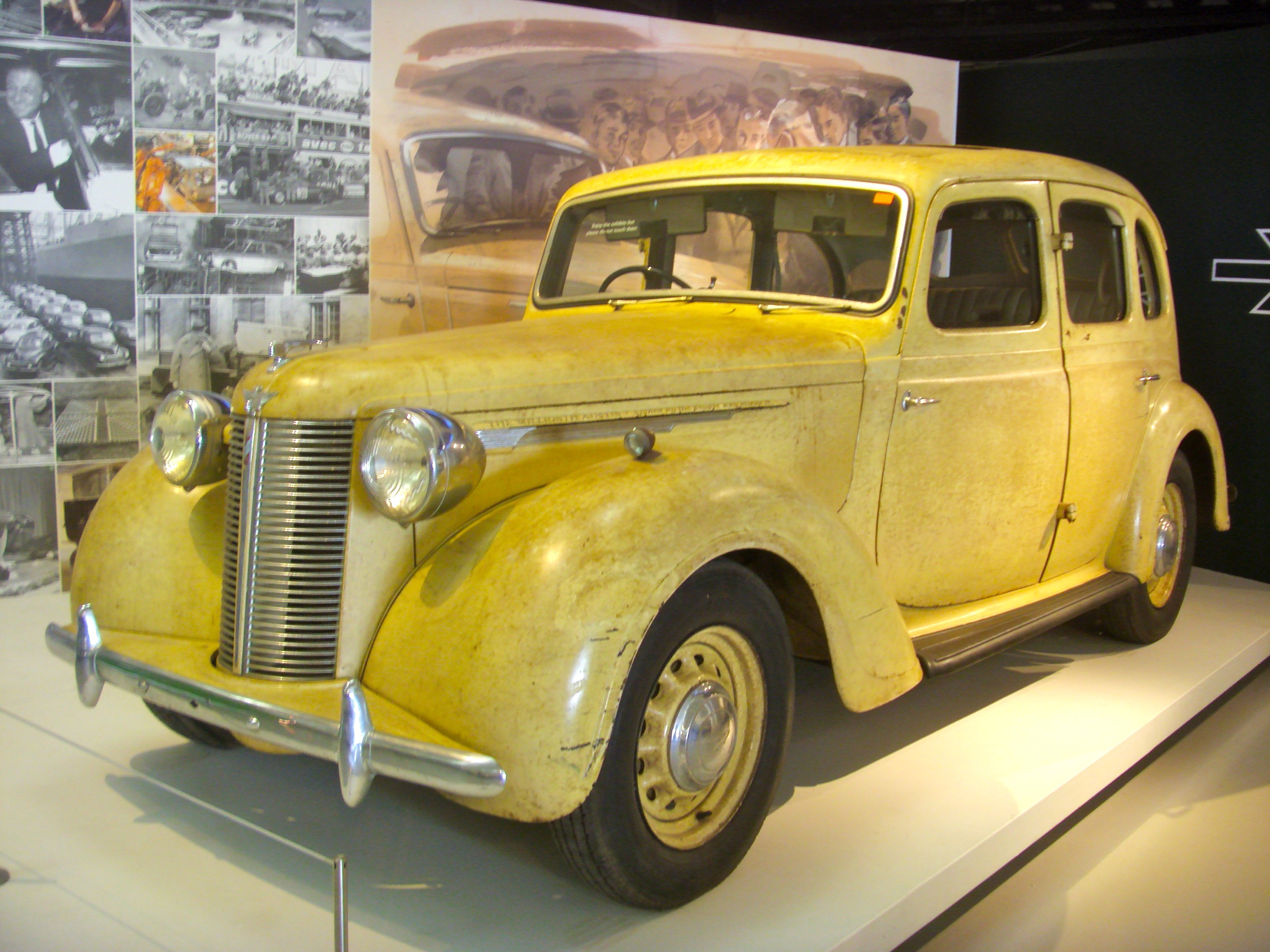
Une Austin Seize BS1 de 1946, La millionième Austin produite
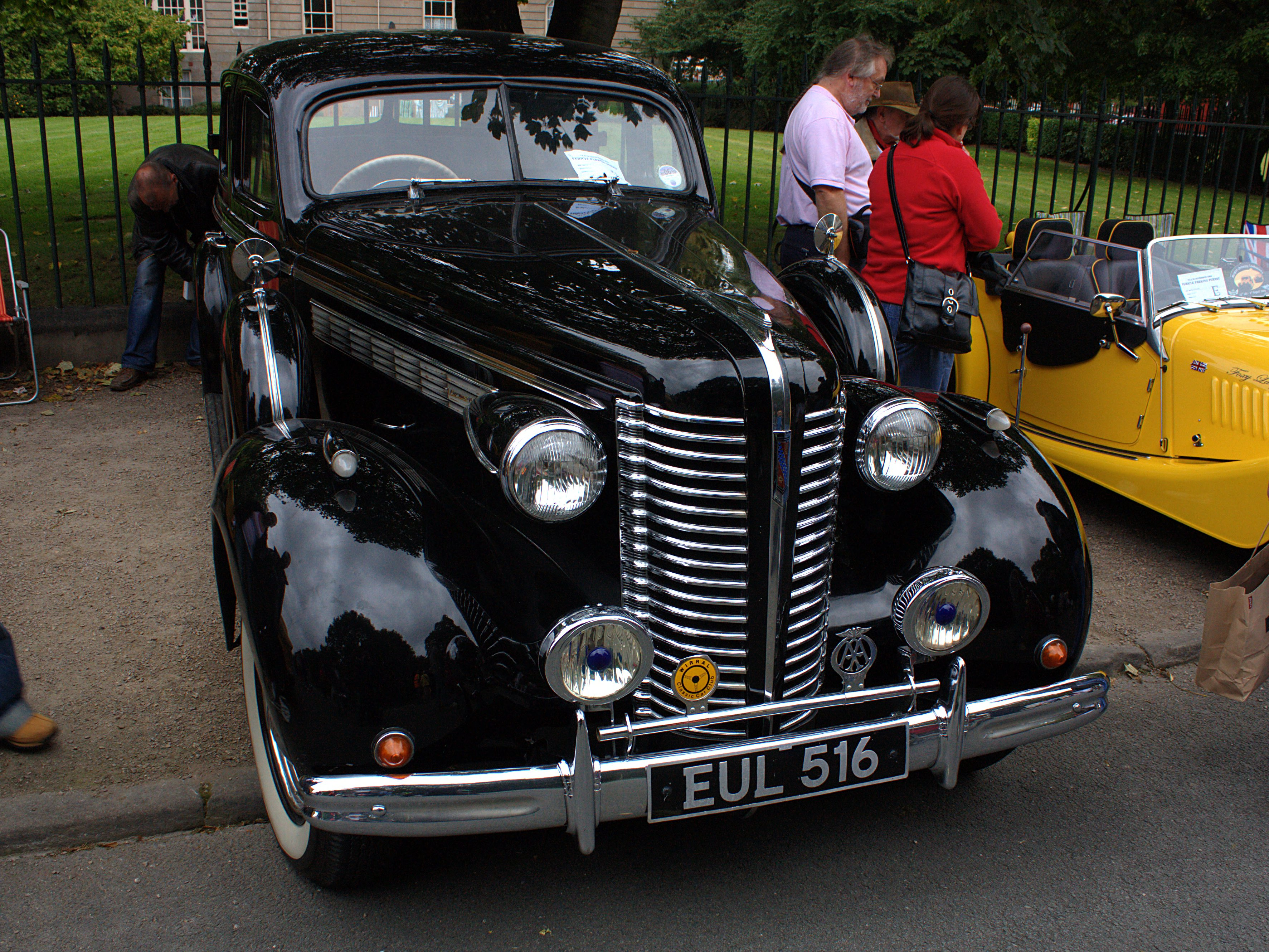
La Buick de 1937 a inspiré le nez de la Seize